# 毛屋猪介
毛屋 猪介(けや いのすけ、生年不詳 - 天正2年2月13日（1574年3月25日））は、戦国時代の武将。越前朝倉氏の家臣。

## 生涯
毛屋氏は越前国大野郡毛屋庄が発祥と見られる一族だが出自などの仔細は不明である。猪介は富田長繁の与力か。
元亀3年（1572年）8月9日、朝倉義景を見限り富田長繁や戸田与次郎らと共に織田信長に降った。
同年11月3日、浅井井規が虎御前山から宮部に到る道に築かれた築地を破壊しようとしてきた時は富田と共に木下秀吉の応援に駆けつけ高名した。天正元年（1573年）9月から10月にかけて行われた二度目の長島一向一揆攻めにも参陣。富田の軍勢はこの戦でも戦功を挙げている。
また、10月25日に大垣城に帰陣途中の信長が一揆勢に襲われたが、この時猪介は四方から迫る一揆を相手に数度に渡って戦い、越前衆の中で比類なき働きを見せ、武功を立てた。
しかしながら同年頃から富田と桂田長俊（前波吉継）の対立が表面化し、翌天正2年（1574年）1月18日に富田が桂田の圧制に耐えかねた民衆を扇動して土一揆を起こし、19日には3万人以上に膨れ上がった一揆勢を富田と共に率いて一乗谷に南北から襲いかかったが、猪介はこの戦の先陣を切って桂田を倒した。
この後、一揆勢は北ノ庄で代官を務めていた木下祐久・津田元嘉・三沢秀次らの詰める旧朝倉土佐守館を襲撃し、3人を追放したが、猪介は3代官追放後の館の守備を任されている。しかし、主君・富田長繁と一揆勢は程なくして対立が深まる。1月下旬に早々と打倒長繁を標榜した一揆衆は、加賀国から一向宗の七里頼周を呼んで大将に担ぎ上げて土一揆から一向一揆に進展。2月13日、北ノ庄の猪介は大軍で攻められ、戦死した。